# Molophilus directidens
Molophilus directidens är en tvåvingeart som beskrevs av Jaroslav Stary 1976. Molophilus directidens ingår i släktet Molophilus och familjen småharkrankar.
Artens utbredningsområde är Bulgarien. Inga underarter finns listade i Catalogue of Life.